# Châtillon, Hauts-de-Seine
Châtillon (nekdanji Châtillon-sous-Bagneux) je južno predmestje Pariza in občina v osrednjem francoskem departmaju Hauts-de-Seine regije Île-de-France. Leta 1999 je imelo naselje 28.622 prebivalcev.

## Administracija
Châtillon je sedež istoimenskega kantona, vključenega v okrožje Antony.

## Zanimivosti
- cerkev sv. Filipa in Jakoba iz 13. do 16. stoletja,
- cerkev Notre-Dame-du-Calvaire (1932-35),
- Tour Biret,
- parki Henri Matisse, Folie Desmares, Parc des Sarmants.

## Pobratena mesta
- Aywaille (Belgija),
- Genzano di Roma (Italija),
- Merseburg (Nemčija).